# Daniel Lanzinger
Daniel Lanzinger (* 5. Juli 1982 in Augsburg) ist ein deutscher römisch-katholischer Theologe. Seit 2022 ist er Professor für Neues Testament an der Theologischen Fakultät Paderborn.

## Leben
Nach dem Abitur 2002 am Peutinger-Gymnasium Augsburg studierte Lanzinger zunächst Philosophie an der Hochschule für Philosophie München, an der er 2005 das Bakkalaureat erwarb. Parallel dazu studierte er von 2003 bis 2006 Katholische Theologie an der Ludwig-Maximilians-Universität München, ehe er im selben Fach an die Universität Münster wechselte. Dort schloss er 2009 mit einem Diplom ab und erwarb 2010 zusätzlich noch einen Bachelor-Abschluss in Griechischer Philologie und Katholischer Religionslehre. Im Anschluss war er von 2010 bis 2011 als Studienleiter beim Theologischen Studienjahr Jerusalem tätig, an dem er zuvor 2006 bis 2007 selbst teilgenommen hatte. 2015 wurde Lanzinger an der Universität Bonn bei Martin Ebner und Michael Reichardt zum Dr. theol. promoviert.
Von 2014 bis 2016 arbeitete Lanzinger als wissenschaftlicher Mitarbeiter am Institut für Katholische Theologie der Universität Hamburg sowie nach der Promotion von 2015 bis 2020 auch am Neutestamentlichen Seminar der Universität Bonn. Anschließend übernahm er 2020 in Bonn die Leitung eines DFG-Forschungsprojektes. Anfang 2022 habilitierte er sich an der Universität Bonn und erhielt die Lehrberechtigung für Exegese und Theologie des Neuen Testaments.
Ab Oktober 2021 war er als Lehrstuhlvertreter für Neues Testament an der Theologischen Fakultät Paderborn. Im Februar 2022 erhielt er dort eine Professur und wurde als Nachfolger von Maria Neubrand zum neuen Inhaber dieses Lehrstuhls berufen.
Seine Forschungsschwerpunkte sind frühchristliche und frühjüdische Schriftauslegung, das Verhältnis von göttlicher Vorsehung und menschlicher Freiheit im Neuen Testament, die Anfänge des Christentums in Rom sowie der jüdische Gelehrte Philon von Alexandria.

## Schriften (Auswahl)
- Ein „unerträgliches philologisches Possenspiel“? Paulinische Schriftverwendung im Kontext antiker Allegorese (= Novum testamentum et orbis antiquus. Band 112). Vandenhoeck & Ruprecht, Göttingen 2016, ISBN 978-3-525-59370-7.
- als Herausgeber: Das Leben des Weisen. Philon von Alexandria: De Abrahamo (= SAPERE. Band 36). Mohr Siebeck, Tübingen 2020, ISBN 978-3-16-157537-2.